# Kamwenge (district)
Le district de Kamwenge est un district du sud-ouest de l'Ouganda. Sa capitale est Kamwenge.

## Histoire
Ce district a été créé en 2000 par séparation de celui de Kabarole.